# 劉恩 (明朝)
劉恩（1493年—？），字以忠，直隸保定府高陽縣人，民籍，明朝政治人物。

## 生平
正德十一年丙子科順天府鄉試第八十一名舉人。正德十六年（1521年）中式辛巳科會試第二百七十八名，登第三甲第六十二名進士。累官陕西按察司佥事，十三年十月升湖广布政使司左參議。

## 家族
曾祖劉信；祖父劉銘；父劉景祥。前母金氏；母張氏。具庆下。兄刘怀、弟刘惠。